# Abigail Disney
Abigail Disney, née le 24 janvier 1960 à Los Angeles, est une productrice de films documentaires américaine, une philanthrope, activiste sociale et membre de la famille Disney.
Elle produit en 2008 le documentaire Pray the Devil Back to Hell (Priez pour que le diable retourne en enfer). Elle produit et dirige avec Kathleen Hughes The Armor of Light (2015) et The American Dream and Other Fairy Tales (2022) pour lequel son frère Tim Disney est producteur exécutif, qui remportent l'Emmy Award du meilleur documentaire sur les questions sociales.

## Enfance et éducation
Abigail Edna Disney est la fille de Patricia Ann (née Dailey) et Roy E. Disney. Elle est la petite fille de Roy O. Disney, qui cofonda la société Disney avec son frère Walt Disney,. Elle est donc la petite nièce de ce dernier.
Elle grandit à North Hollywood en Californie, où elle fréquente Buckley School. Elle obtient une licence en littérature anglaise à l'université de Yale en 1982. Elle décroche un master en littérature anglaise à l'université de Stanford et un doctorat en philosophie à l'université de Columbia en 1994. Pendant sa thèse, elle enseigne l'anglais et la littérature américaine à l'Iona College à New Rochelle dans l'Etat de New-York.

## Carrière de productrice de film

### Productrice de documentaires
Abigail Disney revient au commerce familial dans la production de film en produisant son premier film documentaire Pray the Devil Back to Hell, dirigé par Gini Reticker. Le film porte sur le travail de la militante libérienne pacifiste Leymah Gbowee, prix Nobel de la paix 2011, en soulignant le rôle essentiel joué par les femmes pendant la guerre du Liberia. Le film remporte le prix du meilleur documentaire au festival du film de Tribeca à New-York en 2008, et est projeté dans 60 pays des 7 continents,.
En 2007, elle fonde avec Gini Reticker la société de production Fork Films basée à New-York. Elle en est la PDG et Gini Reticker la directrice de création. En 2009, l'entreprise s'associe à Film Sprout pour créer une tournée de projection de 9 mois sur le documentaire Pray the Devil Back to Hell, ayant pour point culminant la Journée internationale de la paix des Nations unies le 21 septembre 2009. La tournée permet de présenter le film dans 31 pays et 235 villes américaines de 45 États différents.
Ce succès l'amène à produire avec Pamela Hogan et Gini Reticker une série en cinq parties pour PBS Digital Studios nommée Women, War & Peace (Femmes, guerre et paix), diffusée en 2011 et primée d'un Edward R. Murrow Award de l'Overseas Press Club of America, d'un Gracie Award, d'un Television Academy Honor et du Silver Gavel Award de l'America Bar Association. La série porte sur le rôle des femmes dans la guerre à l'époque moderne en tant que victimes de conflits et agents actifs de la paix au sein de leurs communautés. C'est en ce sens qu'elle reçoit en 2011 le prix du festival du film Athena pour son utilisation extraordinaire du cinéma au service du changement social,.
Abigail Disney produit par la suite The Trials of Spring (Les épreuves du printemps) en 2015, comprenant un long métrage documentaire et six courts métrages.
En 2018, Abigail Disney s'associe à Killer Content et lance Level Forward, une société de production cinématographique, télévisuelle et théâtrale d'un genre nouveau, axée sur les l'excellence créative et le soutien de nouvelles voix,. En octobre 2022, la société Fork Films ferme ses portes.

### Réalisatrice
Abigail Disney réalise pour premier film The Armor of Light (L'armure de lumière), qui suit la vie du pasteur évangélique anti-avortement Rob Schenck, de la mère de l'adolescent Jordan Davis et de John Michael Philipps. Jordan Davis décède à Jacksonville en Floride le 23 novembre 2012 alors qu'il n'est pas armé et son histoire questionne les lois relatives à la liberté d'action aux États-Unis notamment en lien avec la possession d'armes à feu. Le film suit le pasteur dans sa rencontre avec la chrétienne pro-choix Madame McBath et son avocat. Le film est présenté au festival du film de Tribeca en avril 2015 et sort en salle le 30 octobre 2015. En 2017, il remporte un Emmy Award pour le meilleur documentaire sur les questions sociales et le prix spécial au Traverse City Film Festival.

## Activisme communautaire et philanthropie
Abigail Disney déclare avoir donné plus de 100 millions de dollars, soit la moitié de sa fortune ces dernières années. Elle déclare « Je ne veux pas mourir riche » et relativise l'impact du travail de philanthrope en déclarant « La philanthropie, c'est génial, mais ce n'est pas la démocratie »,.

### Lutte contre la pauvreté et pour la paix
Abigail Disney et son mari Pierre Hauser créent la Daphne Foundation en 1991 afin de financer des programmes de lutte contre la pauvreté dans les cinq arrondissements de la ville de New York et en Afrique de l'Ouest.
En 1992, elle intègre le conseil d'administration de la New-York Women's Foundation, une organisation alliant des femmes de différentes classes sociales vivant à New-York.
En 2008, Abigail Disney fonde et préside Peace is Loud, une organisation à but non lucratif (ONG) qui utilise les médias et les événements en direct pour mettre en lumière les femmes leaders qui construisent une culture de la paix.
En 2011, elle se rend une semaine en République démocratique du Congo avec Leymah Gbowee pour travailler avec d'autres femmes activistes pour la paix et explorer des idées pour construire la paix dans le pays. L'année suivante, elles se rendent au Sri Lanka, où des femmes activistes ont lancé le Sri Lankan Women's Agenda on Peace, Security and Development, inspiré par l'héritage de Leymah Gbowee.
En 2012, elle annonce renoncer à sa part de bénéfices provenant de l'investissement de la famille Disney dans la société de cosmétiques Ahava, dont l'usine est située dans une colonie de Cisjordanie. Elle déclare : « Je ne peux pas, en toute conscience, profiter de ce qui est techniquement du "pillage" ou du "saccage" de ressources naturelles occupées ». Pour des raisons juridiques, elle n'a pas pu retirer ses investissements et a fait don de ses investissements et bénéfices « à des organisations qui travaillent pour mettre fin à cette exploitation illégale ».
En mai 2015, elle rejoint Leymah Gbowee et 28 autres bâtisseuses de paix internationales pour traverser la zone démilitarisée (DMZ) de 2 miles de large séparant la Corée du Nord et la Corée du Sud, dans un acte de solidarité avec les femmes coréennes et pour appeler à la fin de la guerre de Corée. Les bâtisseuses de paix dirigent des symposiums internationaux sur la paix à Pyongyang et à Séoul, où elles écoutent les femmes coréennes et partagent leurs expériences en matière de mobilisation des femmes pour mettre fin aux conflits.

### Lutte pour imposer davantage les riches

#### Contre l'optimisation fiscale
Abigail Disney fait partie du groupe les Patriotic Millionaires,. Il s'agit de 200 personnes américaines fortunées soutiennant l'augmentation des impôts sur les riches,. Ils demandent une augmentation des taux d'imposition lors du Forum économique mondial de Davos en janvier 2020.
En juin 2021, elle publie un article d'opinion dans The Atlantic critiquant les pratiques des personnes fortunées qui réduisent leur charge fiscale et protègent leur patrimoine sur plusieurs générations grâce à des pratiques telles que « la compensation des revenus par des pertes dans des entreprises non liées ; la structuration des actifs pour les faire fructifier plutôt que pour générer des revenus, puis l'emprunt sur ces actifs croissants pour les besoins de trésorerie ; et la déduction des paiements d'intérêts et des impôts d'État du revenu imposable ».

#### Critique de la Walt Disney Company
Le 21 avril 2019, Abigail Disney par le biais de plusieurs tweets critique la rémunération du PDG de Disney, Bob Iger. En 2018, Bob Iger touche 66 millions de dollars, tandis qu'en 2019 sa rémunération est estimée à environ 35 millions de dollars. Un mois avant cette déclaration, elle affirme que les PDG sont généralement « beaucoup trop payés », affirmant qu'« il n'y a personne sur Terre [qui vaut] 500 fois le salaire médian de ses employés ». Le 22 avril, l'entreprise Disney répond dans un communiqué que la société avait fait des « investissements historiques » dans les salaires et les avantages sociaux de ses employés, et défend la rémunération du PDG, qui, selon elle, est « basée à 90 % sur les performances ». La société déclare que Bob Iger « a apporté une valeur exceptionnelle aux actionnaires ». Le 23 avril, le Washington Post publie un article d'opinion d'Abigail Disney dans lequel elle critique à nouveau la société Disney, qui n'a jamais été aussi rentable, et appelle à une réforme de l'équité salariale.
En juillet 2019, Abigail Disney critique les conditions de travail à Disneyland après une réunion avec les employés au bureau de leur syndicat. Elle déclare que les employés de Disneyland avec lesquels elle s'est entretenue doivent chercher de la nourriture dans les poubelles des autres.
En 2020, toujours sur Twitter, elle critique publiquement l'entreprise pour avoir mis au chômage technique des centaines de milliers de travailleurs mal payés pendant la pandémie de coronavirus,.
En mai 2020, elle donne une conférence TED dans laquelle elle critique les taux de rémunération des employés des parcs à thème de Disney. Elle déclare que lorsqu'elle était enfant, un gardien de Disneyland pouvait gagner suffisamment d'argent pour nourrir sa famille, posséder une maison modeste et avoir accès à des soins de santé décents. Aujourd'hui, « trois personnes sur quatre qui vous sourient lorsque vous entrez, qui vous aident à réconforter ce bébé qui pleure, qui vous aident peut-être à passer les meilleures vacances de votre vie, ne peuvent pas toujours mettre de la nourriture sur la table ». Et elle ajoute : « Disney a fait de gros bénéfices sur l'idée que les familles sont une sorte de magie, que l'amour est important, que l'imagination compte. C'est pourquoi vous avez un peu mal au ventre quand je vous dis que Cendrillon pourrait dormir dans sa voiture »,.
En 2022, elle se joint aux employés actuels et anciens de Disney pour critiquer Bob Chapek pour avoir refusé de faire une déclaration concernant le projet de loi 1557 de la Chambre des représentants de Floride, officiellement appelé projet de loi sur les droits parentaux en matière d'éducation, qui a été adopté en février de la même année. Cette loi interdit l'enseignement de l'identité de genre dans les écoles avant la quatrième année.
En 2022, elle signe un documentaire sur Disney avec Kathleen Hughes intitulé The American Dream and Other Fairy Tales (Le rêve américain et autres contes de fée). Il est présenté pour la première fois en janvier 2022 au festival du film indépendant de Sundance.

### Lutte pour l'environnement et l'égalité femme/homme
En 2018, Abigail Disney fait partie du jury du FIFDH à Genève.
En 2023, elle est arrêtée à l'aéroport d'East Hampton pour avoir manifesté contre l'utilisation de jets privés en raison de leur impact sur l'environnement.

## Engagement politique
Grande donatrice du Parti démocrate, elle annonce suspendre le financement de la campagne présidentielle de Joe Biden après la contre-performance de ce dernier le 27 juin 2024 lors de son débat télévisé face à Donald Trump. Elle déclare vouloir cesser toute contribution au Parti démocrate jusqu'au remplacement de Biden.

## Vie privée
Abigail Disney épouse Pierre Norman Hauser en le 8 octobre 1988. Il coproduit quelques films documentaires avec elle et siège au conseil d'administration du North Star Fund et de la Roy Disney Family Foundation. Ils vivent à New York et ont quatre enfants (Henry, Olivia, Charlotte et Eamon),.
La fortune d'Abigail Disney est estimée en 2017 à 500 millions de dollars par la base de données Net Worth Post.

## Filmographie

### Film
| Année | Titre                                            | Rôle                                 |
| ----- | ------------------------------------------------ | ------------------------------------ |
| 2008  | Pray the Devil Back to Hell                      | Executive producer                   |
| 2009  | Sergio                                           | Co-executive producer                |
| 2009  | Children of Invention                            | Executive producer                   |
| 2009  | Playground                                       | Executive producer                   |
| 2010  | Family Affair                                    | Executive producer                   |
| 2010  | Secrets of the Tribe                             | Executive producer                   |
| 2010  | Sons of Perdition                                | Executive producer                   |
| 2010  | !Women Art Revolution                            | Executive producer                   |
| 2010  | Lost Bohemia                                     | Executive producer                   |
| 2011  | Return                                           | Executive producer                   |
| 2011  | Hell and Back Again                              | Executive producer                   |
| 2011  | Sun Come Up                                      | Executive producer                   |
| 2011  | Mothers of Bedford                               | Executive producer                   |
| 2011  | Lemon                                            | Executive producer                   |
| 2012  | The Queen of Versailles                          | Executive producer                   |
| 2012  | The Invisible War                                | Executive producer                   |
| 2012  | This Is How I Roll                               | Executive producer                   |
| 2012  | Sexy Baby                                        | Executive producer                   |
| 2012  | The Iran Job                                     | Executive producer                   |
| 2012  | Alias Ruby Blade                                 | Executive producer                   |
| 2013  | Open Heart                                       | Executive producer                   |
| 2013  | Citizen Koch                                     | Executive producer                   |
| 2013  | Small Small Thing                                | Executive producer                   |
| 2013  | The Only Real Game                               | Executive producer                   |
| 2013  | Hateship, Loveship                               | Executive producer                   |
| 2013  | Seeds of Time                                    | Executive producer                   |
| 2014  | Land Ho!                                         | Co-executive producer                |
| 2014  | Food Chains                                      | Executive producer                   |
| 2014  | Vessel                                           | Executive producer                   |
| 2014  | 1971                                             | Executive producer                   |
| 2014  | Out in the Night                                 | Executive producer                   |
| 2014  | She's Beautiful When She's Angry                 | Executive producer                   |
| 2015  | Hot Girls Wanted                                 | Executive producer                   |
| 2015  | The Mask You Live In                             | Executive producer                   |
| 2015  | The Invitation                                   | Co-executive producer                |
| 2015  | From This Day Forward                            | Executive producer                   |
| 2015  | Tocando la Luz                                   | Executive producer                   |
| 2015  | Drawing the Tiger                                | Executive producer                   |
| 2015  | The Armor of Light                               | Director, writer, executive producer |
| 2015  | The Trials of Spring                             | Executive producer                   |
| 2015  | The Babushkas of Chernobyl                       | Executive producer                   |
| 2015  | Buffalo Returns                                  | Executive producer                   |
| 2016  | Lovesong                                         | Co-executive producer                |
| 2016  | Cameraperson                                     | Executive producer                   |
| 2016  | Split                                            | Executive producer                   |
| 2016  | Shadow World                                     | Executive producer                   |
| 2016  | The Boy Who Cried Fish                           | Executive producer                   |
| 2016  | Girl Unbound: The War to Be Her                  | Executive producer                   |
| 2017  | Bending the Arc                                  | Co-executive producer                |
| 2017  | Love the Sinner                                  | Executive producer                   |
| 2017  | When God Sleeps                                  | Executive producer                   |
| 2017  | Joy Joy Nails                                    | Executive producer                   |
| 2017  | Birds Like Us                                    | Executive producer                   |
| 2017  | Liyana                                           | Executive producer                   |
| 2017  | Wave Goodbye to Dinosaurs                        | Executive producer                   |
| 2017  | Naila and the Uprising                           | Executive producer                   |
| 2017  | 62 Days                                          | Executive producer                   |
| 2018  | The Tale                                         | Executive producer                   |
| 2018  | The Long Dumb Road                               | Co-executive producer                |
| 2018  | Call Her Ganda                                   | Executive producer                   |
| 2018  | Roll Red Roll                                    | Executive producer                   |
| 2018  | Netizens                                         | Executive producer                   |
| 2018  | The Way Madness Lies                             | Executive producer                   |
| 2018  | Grit                                             | Executive producer                   |
| 2018  | Be Natural: The Untold Story of Alice Guy-Blaché | Executive producer                   |
| 2018  | Same God                                         | Executive producer                   |
| 2018  | Afterward                                        | Executive producer                   |
| 2019  | American Woman                                   | Executive producer                   |
| 2019  | Cooked: Survival by Zip Code                     | Executive producer                   |
| 2019  | The Assistant                                    | Executive producer                   |
| 2020  | On the Record                                    | Executive producer                   |
| 2020  | Disclosure: Trans Lives on Screen                | Executive producer                   |
| 2020  | Mayor                                            | Executive producer                   |
| 2020  | Love & Stuff                                     | Contributing producer                |
| 2020  | The 8th                                          | Executive producer                   |
| 2020  | For the Love of Rutland                          | Executive producer                   |
| 2020  | Holler                                           | Executive producer                   |
| 2020  | Missing in Brooks County                         | Executive producer                   |
| 2021  | The People vs. Agent Orange                      | Executive producer                   |
| 2021  | Rebel Hearts                                     | Executive producer                   |
| 2021  | Women in Blue                                    | Executive producer                   |
| 2021  | United States vs. Reality Winner                 | Co-executive producer                |
| 2021  | The First Step                                   | Executive producer                   |
| 2021  | You Resemble Me                                  | Executive producer                   |
| 2022  | The American Dream and Other Fairy Tales         | Director, producer                   |

## Prix et reconnaissances

### Prix
- The Women's Image Network Awards (2015) Woman of the Year Honoree
- Global Women's Rights Awards (2009) presented by the Feminist Majority Foundation, with Gini Reticker and Leymah Gbowee
- Auburn Lives of Commitment Award (2009), presented by Auburn Theological Seminary
- 1st Annual Media Awards (2009), presented by Women's Media Center, with Gini Reticker
- Visionary Social Change Award (2011), presented by African Medical and Research Foundation (AMREF)
- Athena Award (2011), presented by Barnard College, the Athena Center for Leadership Studies and Athena Film Festival, with Gini Reticker
- International Advocate for Peace Award (2011), presented by Cardozo Law School's Cardozo Journal of Conflict Resolution
- 2012 Gracie Award for Outstanding Producer-News/Nonfiction for Women, War & Peace (2012), presented by The Gracie Awards
- The James Park Morton Interfaith Award (2012), presented by the Interfaith Center of New York, with Leymah Gbowee
- Morton Deutsch Award for Social Justice (2014), presented by the Morton Deutsch International Center for Cooperation and Conflict Resolution
- Legacy Award (2014), presented by Women for Afghan Women
- Public Health Change Champion Award (2014), presented by The Public Health Institute
- IWMF (International Women's Media Foundation) Courage in Journalism Awards: Leadership Honoree (2015), presented by IWMF